# Trachinotus maxillosus
Trachinotus maxillosus (лат.) — вид лучепёрых рыб семейства ставридовых. Распространены в восточной части Атлантического океана. Максимальная длина тела 80 см. Морские бентопелагические рыбы.

## Описание
Тело относительно короткое, сжато с боков, покрыто мелкой циклоидной чешуёй. Верхний и нижний профили тела сходны по форме. Верхний профиль головы полого снижается к закруглённому рылу. Глаза маленькие, их диаметр укладывается 2,7—3,8 раз в длину головы. Окончание верхней челюсти очень узкое, доходит до вертикали, заходящей за середину глаза. Зубы на обеих челюстях мелкие, конической формы, слегка загнуты назад; у рыб длиной более 30 см полностью исчезают. У молоди на языке зубы расположены узкой срединной лентой в средней части, полностью отсутствуют у особей длиной более 30 см. На верхней части первой жаберной дуги 5—8 жаберных тычинок, а на нижней —9—11 тычинок. В первом спинном плавнике 6 отдельно сидящих колючек. Во втором спинном плавнике один жёсткий и 20—21 мягких лучей. В анальном плавнике один колючий и 17—20 мягких лучей. Перед плавником расположены 2 короткие колючки. Длина оснований второго спинного и анального плавников примерно одинаковая. Передняя доля второго спинного плавника относительно высокая, превышает длину головы у особей длиннее 10 см. Грудные плавники короткие, их длина укладывается 1,1—1,2 раза в длину головы. На хвостовом стебле нет канавок и килей. Хвостовой плавник глубоко раздвоенный. Боковая линия делает невысокую дугу на уровне середины второго спинного плавника и затем идёт прямо до хвостового стебля; в ней нет костных щитков. На хвостовом стебле нет канавок и килей. Хвостовой плавник глубоко раздвоенный. Позвонков: 10 туловищных и 14 хвостовых.
Верхние трети головы и тела тёмные, нижние части от серебристо-белого до желтоватого цвета. На теле нет заметных отметин. Брюшные плавники бледные, остальные плавники — тёмные или чёрные. Передняя доля анального плавника оранжевого цвета с чёрными передним краем и кончиком.
Максимальная длина тела — 80 см, обычно до 50 см.

## Ареал и места обитания
Распространены в восточной части Атлантического океана от Сенегала до Анголы, включая Кабо-Верде. Обитают на мелководье в прибрежных водах, заходят в эстуарии.